# Powidoki
Powidoki é um filme de drama polonês de 2016 dirigido por Andrzej Wajda e escrito por Andrzej Mularczyk, o qual estreou no Festival Internacional de Cinema de Toronto. Foi selecionado como representante de seu país ao Oscar de melhor filme estrangeiro em 2017.

## Elenco
- Bogusław Linda - Władysław Strzemiński
- Aleksandra Justa - Katarzyna Kobro
- Bronislawa Zamachowska - Nika Strzeminska
- Zofia Wichłacz - Hania